# 印卡王室述評
《印卡王室述評》（西班牙語：Comentarios Reales de los Incas），一译《王家评论》，是一部有關古代南美洲印加帝國史的文獻，共9卷，下分262章，作者是西班牙與印加的混血兒史家印卡·加西拉索·德拉維加（父親是西班牙殖民者，母親是印加王近親），於1609年成書。

## 關於中文譯名
《印卡王室述評》的中文譯本，現今有由白鳳森、楊衍永的翻譯版本，由北京商務印書館出版，書名裡的「印卡」無疑就是指“Inca”（印加）。但是，白、楊兩位譯者認為將“Inca”譯成「印加」是不妥當的，理由是這樣的：
「如果寫成『印加』，那麼按照拉丁字母書寫的克丘亞語，則應寫成“inga”。作者（印卡·加西拉索·德拉維加）在本書《關於秘魯通用語的幾點說明》中也明確指出，那種語言中沒有西班牙語“g”這個字母。由此可見，譯成『印加』是不妥當的。我們覺得，這個詞的譯法是個事關全局的問題，因此決定為『印卡』。」

## 撰寫動機
印卡·加西拉索·德拉維加創作此書的動機有三點：
1. 補充世人對印加史了解的不足。在印卡·加西拉索·德拉維加的《序言》中，提到當時印加史的報導者，對於印加的重大歷史事件，「都寫得過於簡略」。而加西拉索本人感受到他帶有印加王室的血統，因而「承擔起撰寫這部《述評》的重任」，務求令世人「清楚明白地看到西班牙人到達以前那個國家的一切情況」。[2]
2. 推廣印加的語言詞匯。德拉維加發現，當時從事研究印加的人士，對於印加本土語言的了解並不透徹，「因為他們是不懂印第安語的外來人，因此對它有許多誤解」，這會不利於世人認識印加歷史文化。所以便「想就許多印第安詞匯為他們略盡評注、說明和翻譯之勞。」[3]
3. 因在政治上失勢，便潛心著述。加西拉索在宮廷裡的遭遇不甚如意，遭到排擠，因而在他晚年時期，退隱到科爾多瓦，並在這裡進行撰史工作。他對於這種轉變是這樣描述：「我對於命運沒有垂青於我井不感到遺憾，因為這種情況使我從事文學生涯，我相信，這將比一切世俗的榮華富貴更能使我獲得廣泛的和長遠的聲名。」[4]

## 史料的搜集來源
印卡·加西拉索·德拉維加撰史的史料來源主要有三：一是從母親及印加故老講授；二是自己從少在秘魯耳聞目睹；三是引錄在他之前其他西班牙人的有關印加史的著作。
據美國學者普雷斯科特的觀點，印卡·加西拉索·德拉維加對於印加史料的搜集，可說是在年幼時已開始。由於加西拉索在秘魯庫斯科生長，與身為印加王族的母親居住，「年幼的加西拉索貪婪地傾聽著那些敍述他的王室祖先的偉大和英武的故事，而且，儘管他當時沒有用到這些故事，但他們深深地印在他的腦海中，儲起來留做他日之用。
及至加西拉索動筆撰寫《印卡王室述評》時，才有機地蒐集史料，「他寫信給他那些出身印加貴族的老友和同學，搜集他在西班牙搜集不到的關於某些歷史事件的進一步的材料。
另外，加西拉索又相當重視同時代的其他西班牙作家的著作，因他「是在晚年著述的，是在這個故事已被卡斯提爾的作者們一再重述以後。他自然在很多地方要採用別人的說法。」

## 史料價值
《印卡王室述評》對於印加歷史文化的研究提供了豐富的資料。記述了從第一代印卡王曼科·卡帕克的起源開始，中間記述十二代國王的更迭，一直講到被西班牙人征服止，並涉及印卡的政治、經濟、文化、宗教、風俗等各個方面。學者白鳳森稱它「對於印卡文化發展史中的各個方面都提供了豐富的第一手原始資料」，「是一關於印卡文明的文獻總集和資料寶庫」。而且《印卡王室述評》的史料已是碩果僅存的史料，普雷斯科特說在該書裡“可以發現有關於他的國家（印加帝國）的古代史的大量真實材料，這些材料是我們從任何歐洲作者所無法獲得的。”
但是，《印卡王室述評》亦存在著一些缺點，普雷斯科特就指出印卡·加西拉索·德拉維加有時不免誇張失實，「由於這位印加歷史學家的豐富的想像力，甚至處在黃金之地的這個王朝的巨大的物質財富也被誇大成了一片繁華似錦的神話世界。」

## 後世影響
《印卡王室述評》是研究印加帝國歷史、文化極為重要的一部書籍。由於該書對古代印加帝國充滿讚美之辭、將印加諸王的功績當作英雄一般來敘述，因此在西班牙殖民統治秘魯時期，殖民政府認為此書是十分危險的，將此書列為禁書。而18世紀末期的印加起義軍領袖何塞·加夫列尔·孔多尔坎基，正是通過此書的內容激起了強烈的民族自豪感，號召印地安人起兵反抗西班牙的殖民統治。